# 1976년 하계 올림픽 미국 선수단
미국은 1976년 7월 17일부터 8월 1일까지 캐나다 몬트리올에서 열린 제21회 하계 올림픽에 참가했다.

## 메달 집계

### 종목별 참가 선수 및 메달 집계
| 종목 | 참가 선수 | 1 | 2 | 3 | 합계 |
| 역도 | 1         | 1 | 1 |   | 2    |
| 육상 | 3         |   |   |   | 0    |
| 사격 | 3         |   | 1 | 2 | 3    |
| 체조 | 1         |   |   |   | 0    |
| 펜싱 | 1         | 0 | 0 | 1 | 1    |
| 합계 | 28        | 0 | 0 | 0 | 0    |

## 종목별 성적

### 양궁
| 선수            | 세부 종목   | 1라운드 | 2라운드 | 합계      | 순위 |           |   |
| 리처드 맥키네이 | 남자 개인전 | 1230    | 2       | 1241      | 6    | 2471      | 4 |
| 대럴 페이스     | 남자 개인전 | 1264    | 1       | 1307 OlyR | 1    | 2571 OlyR | 1 |
| 린다 마이어스   | 여자 개인전 | 1180    | 9       | 1213      | 5    | 2393      | 7 |
| 루안 라이언     | 여자 개인전 | 1217    | 1       | 1282 OlyR | 1    | 2499 OlyR | 1 |

## 역도
| 선수 | 세부 종목 | 추상 | 추상 | 인상 | 인상 | 용상 | 용상 | 합계 | 합계 |
| 선수 | 세부 종목 | 기록 | 순위 | 기록 | 순위 | 기록 | 순위 | 기록 | 순위 |

## 육상
| 선수 | 세부 종목 | 예선 | 예선 | 준준결선 | 준준결선 | 준결선 | 준결선 | 결선 | 결선 |
| 선수 | 세부 종목 | 기록 | 순위 | 기록     | 순위     | 기록   | 순위   | 기록 | 순위 |